# Tvedestrand
Tvedestrand je grad i središte istoimene općine u norveškoj županiji Aust-Agder. 

## Zemljopis
Grad se nalazi u južnoj Norveškoj u fjordu Oksefjorden koji je povezan sa zaljevom Skagerrak, općina obuhvaća 162 otoka, i obalu od 214 km.

## Stanovništvo
Prema podacima o broju stanovnika iz 2010. godine u gradu živi 5.939 stanovnika.

## Gradovi prijatelji
- Lysekil, Švedska

## Vanjske poveznice
- Službene stranice općine

### Ostali projekti
|  | Zajednički poslužitelj ima još gradiva o temi Tvedestrand |